# Zaikometopa erythrophthalmus
Zaikometopa erythrophthalmus is een vlokreeftensoort uit de familie van de Stenothoidae. De wetenschappelijke naam van de soort is voor het eerst geldig gepubliceerd in 1981 door Coyle & Mueller.